# Seoul-Virus
Das Seoul-Virus (englisch Seoul virus, SEOV oder SOUV; Spezies Orthohantavirus seoulense, früher Seoul orthohantavirus, Seoul hantavirus) ist ein  RNA-Virus aus der Familie Hantaviridae, Unterfamilie Mammantavirinae. Das Erregerreservoir ist die Wanderratte.
Ein großer Teil der Hantavirus-Infektionen verläuft vermutlich asymptomatisch oder mit unspezifischen Symptomen. Hantaviren können aber auch schwere Krankheitsbilder hervorrufen. Asiatische und europäische Hantavirus-Stämme sind Auslöser des Hämorrhagischen Fiebers mit renalem Syndrom (HFRS).
Der Nachweis von Hantaviren-Infektionen ist in Deutschland, Österreich und der Schweiz meldepflichtig bzw. anzeigepflichtig (siehe im Einzelnen unter Hantaviren).
Die Spezies Seoul orthohantavirus mit dem Seoul-Virus ist zu unterscheiden von der Bakteriophagen-Gattung Seoulvirus (dsDNA-Viren der Klasse Caudoviricetes vom Morphotyp Myoviren) mit der Spezies Seoulvirus SPN3US (Referenzstamm Salmonella-Phage SPN3US).

## Genom
SEOV ist wie alle anderen Hantaviren ein einzelsträngiges RNA-Virus negativer Polarität.
Sein Genom hat drei verschiedene Segmente: S (klein, englisch small), M (mittel, en. medium) und L (groß, en. large).

## Aufbau
Das Virus ist pleomorph (d. h., es hat verschiedene Formen); oft ist jedoch eine kugelförmige Gestalt zu beobachten, wobei seine beiden Oberflächenglykoproteine in Reihen angeordnet sind.
Innerhalb dieser Kugel befinden sich die drei zirkulären RNA-Segmente kreisförmig angeordnet. Die RNA ist mit dem N-Protein (Nukleokapsid-Protein) des Virus beschichtet und an das sog. L-Protein gebunden.
Die 5'- und 3'-Enden der Genomsegmente stimmen überein, wodurch eine Pfannenstielstruktur entsteht. Diese Basenpaarung kommt bei allen Hantavirus-Spezies vor, wobei die genaue Pfannenstielstruktur und -sequenz für jede einzelne Spezies charakteristisch ist. Dabei gibt es allerdings Ähnlichkeiten und Überlappungen zwischen verschiedenen Spezies, einschließlich einer Konsensussequenz mit acht Nukleotiden.

## Verbreitung

### International
Das Seoul-Virus ist hauptsächlich in Asien verbreitet, wo dieses auch seinen Ursprung hat.

### Europa
Das Virus soll über infizierte Wildratten über Schiffe nach Europa gelangt sein.

#### Deutschland
Der Nachweis einer ersten Übertragung von einer Heimratte auf einen Menschen erfolgte in Deutschland im November 2020. Eine Frau aus Niedersachsen musste mit Symptomen eines akuten Nierenversagens mehrere Tage intensivmedizinisch versorgt werden.